# Acetato de octilo
El acetato de octilo es un éster del ácido acético y del alcohol octanol. Se emplea en la industria alimentaria y de cosmética por su evocador aroma a naranja, así como a algunos cítricos. Empleado en algunas ocasiones en la elaboración de ciertos fármacos que se administran en forma líquida (recordando a un zumo de naranja). Es uno de los componentes aromáticos del aceite de naranja.

## Síntesis
El acetato de octilo puede ser sintetizado mediante una reacción de condensación expresada de la siguiente forma:
C8H17OH + CH3COOH → C10H20O2 + H2O

## Usos
Es empleado en la industria alimentaria y cosmética como base aromática de productos que rememoren el aroma a naranjas. Es considerado también un solvente de compuestos tales como la nitrocelulosa, ceras, aceites y otras resinas.
Se usa en la industria alimenticia como saborizante artificial a naranja, principalmente en las bebidas carbonatadas como por ejemplo Fanta. Para lograr dicho efecto, se emplea el mismo junto con acidulantes como el ácido cítrico y agentes endulzantes como la sacarosa o sustitutos de la misma (estos últimos para regímenes dietéticos). También se emplea en la elaboración de golosinas, gelatinas, helados, etc.